# Koń angloarabski

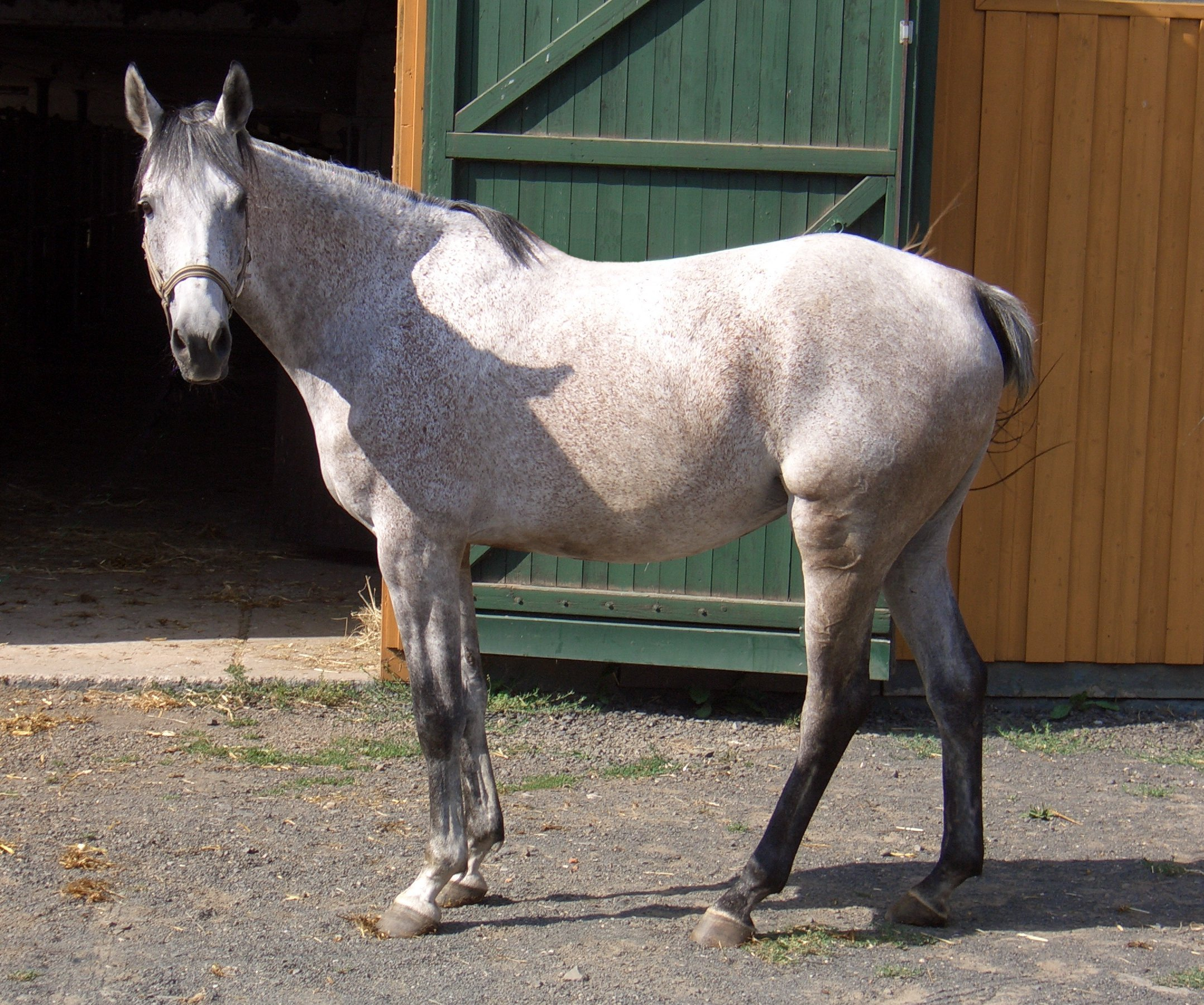
Klacz angloarabska

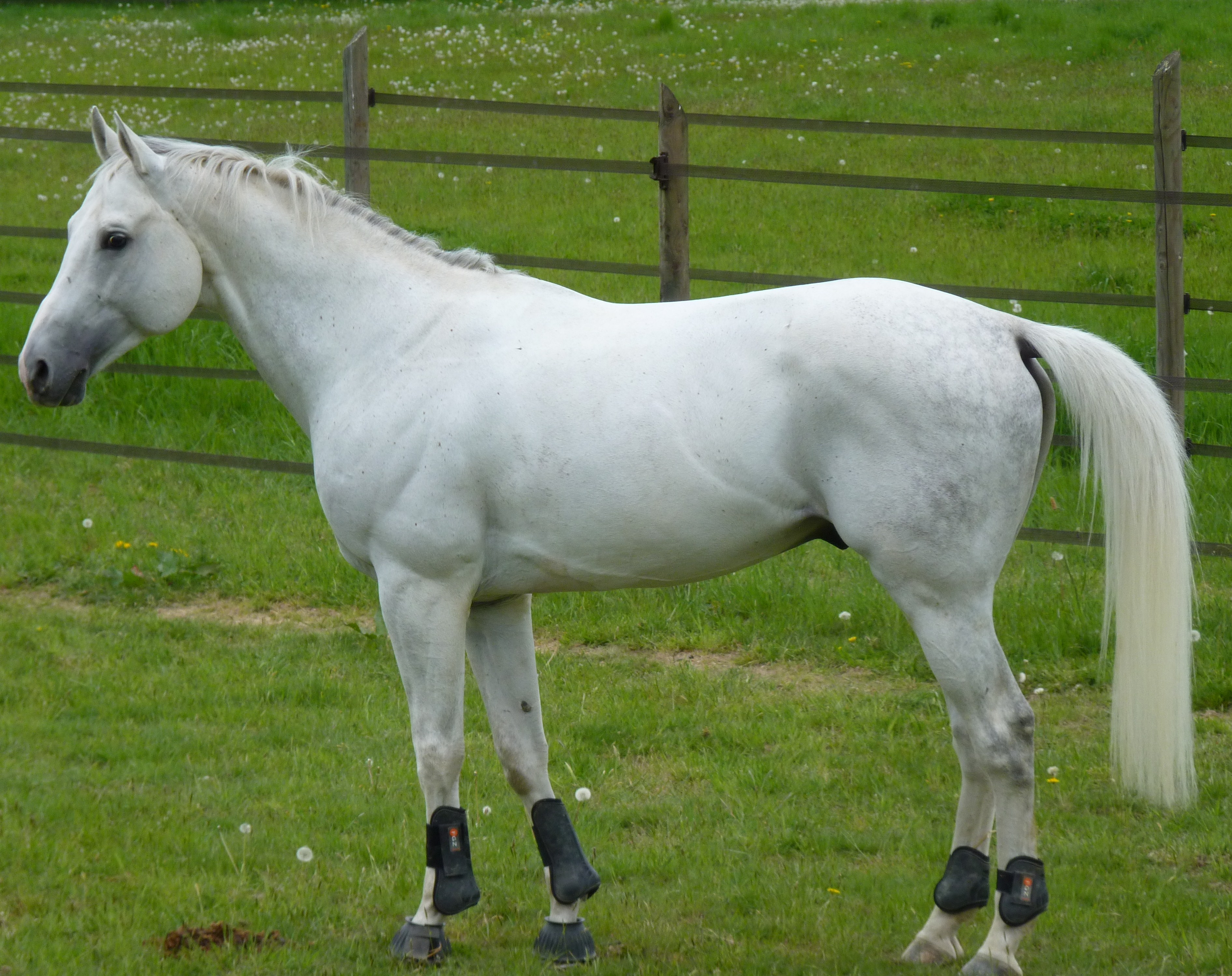
Koń angloarabski

Znaczenie rasowe

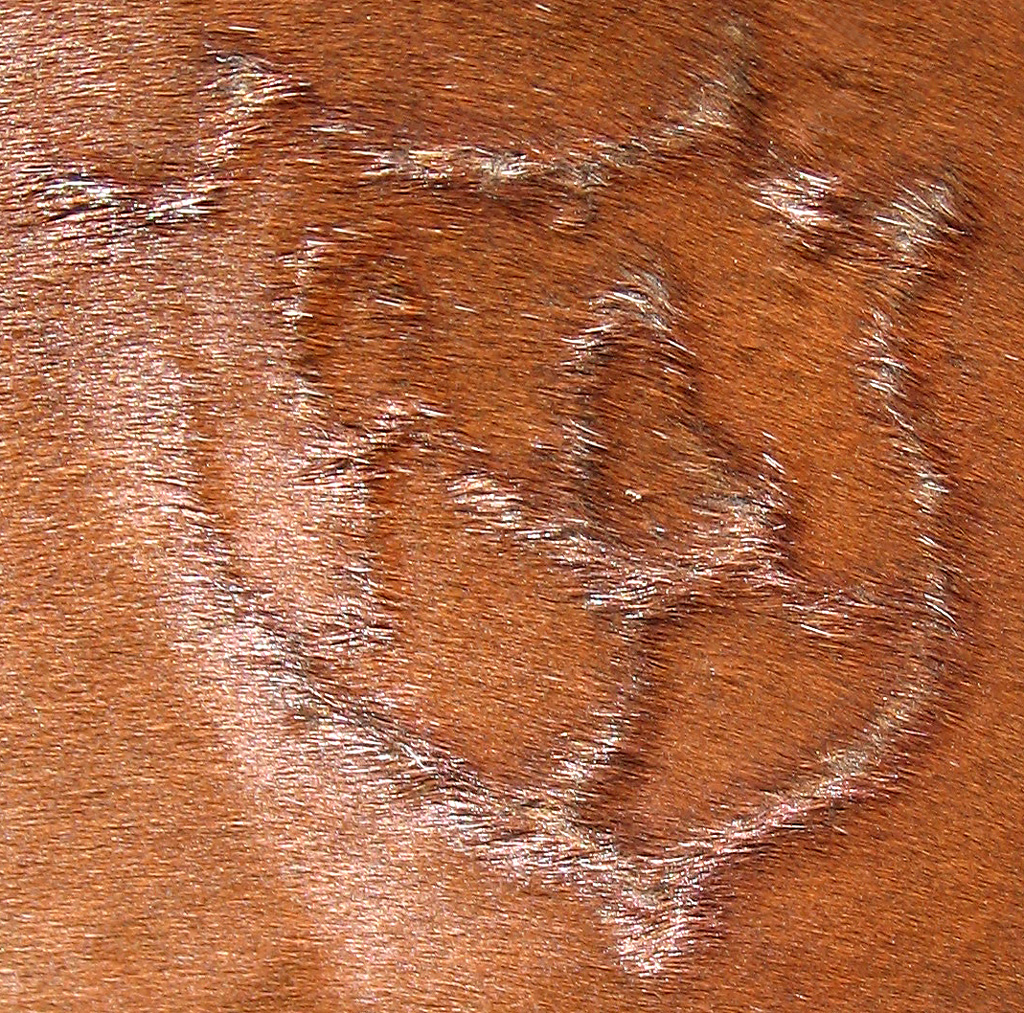
Wypalone piętno konia angloarabskiego

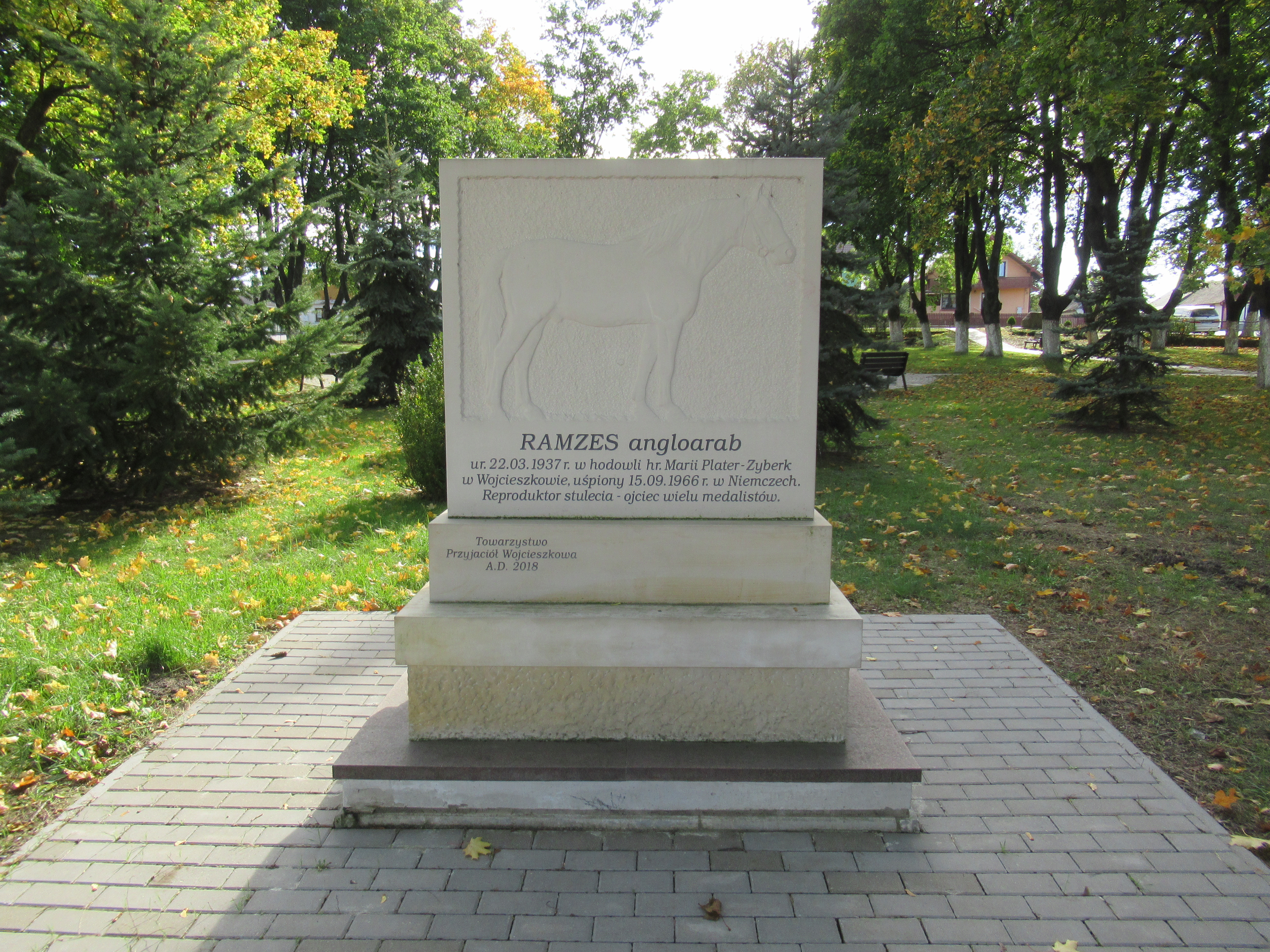
Tablica upamiętniająca angloaraba Ramzesa w Wojcieszkowie (woj. lubelskie)

Koń angloarabski (Angloarab) – jedna z ras koni gorącokrwistych, pochodząca od konia angielskiego skrzyżowanego z koniem arabskim. W przypadkach idealnych zachowują pozytywne cechy obu ras. Cechuje je gorący temperament i inteligencja. Konie tej rasy odnoszą ogromne sukcesy w sporcie jeździeckim, ale sprawdzają się także w jeździe rekreacyjnej.
Symboliczne oznaczenie rasy: „xxoo” („xx” – pełna krew angielska, „oo” – czysta krew arabska).

## Historia rasy
Historia koni angloarabskich z dominującej hodowli we Francji związana jest z końmi orientalnymi, które pojawiły się w południowej Francji wraz z przybyciem Maurów do Hiszpanii. Konie orientalne przywozili ze sobą także krzyżowcy powracający z Bliskiego Wschodu. Konie te początkowo próbowano krzyżować na południu Francji. W połowie XVIII w. zdecydowano  o hodowli dwóch ras użytkowych, pełnej krwi angielskiej, która wywodzi się w dużej mierze z koni orientalnych, oraz koni arabskich, aby wyhodować przyjaznego dla ludzi konia wierzchowego. W wyniku odpowiednich krzyżówek powstała odrębna rasa. W Niemczech rozpoczęto hodowlę w założonej przez Christian IV, po zauważeniu przez niego pozytywnych wyników krzyżowania koni angielskich z arabskimi,  w 1975 stadninie w Zweibrücken. W czasach napoleońskich, konie orientalne wraz z uprowadzonymi ze stadniny Zweibrücken zgromadzono na rozkaz Napoleona w stadninie Arnac-Pompadour. Wzorując się na hodowli koni angloarabskich z Zweibrücken, prowadzonej przez księcia Palatynatu Christiana IV, dyrektor stadniny Eugène Gayot, później generalny inspektor stadnin krajowych, stworzył francuską hodowlę angloarabów na wysokim poziomie. Hodowla tych koni stała się popularna również w Wielkiej Brytanii i w Polsce.
Konie angloarabskie wywarły duży wpływ na niemieckie rasy koni. Przykłady obejmują koń trakeński - Burnus AA, koń westfalski i holsztyński - Ramzes AA oraz Upan La Jarthe x, koń oldenburski - Inschallah AA i hanowerski - Matcho AA.

## Pokrój i charakter
Koń angloarabski łączy zalety rasy arabskiej i angielskiej. Głowa jest szlachetna, a szyja dobrze zbudowana. Łopatki długie i ukośne, kłąb wyraźny, grzbiet mocny. Klatka piersiowa głęboka. Mocny, dobrze umięśniony, lekko ścięty zad. Ogon noszony elegancko. Suche kończyny o wyraźnych stawach, kopyta małe i twarde. Postawa kończyn bywa nieprawidłowa. Wysokość w kłębie: 155-165 cm. Umaszczenie najczęściej kasztanowate, gniade i siwe.
Chody tych koni są płaskie i wydajne, o dobrym galopie i dużych zdolnościach skokowych. Polski angloarab Artemor pod Janem Kowalczykiem wywalczył złoty medal w indywidualnym konkursie skoków przez przeszkody i srebrny drużynowo na letniej olimpiadzie w Moskwie w 1980.
Konie te bywają trudne do opanowania. Ich temperament jest po części odziedziczony po „ognistych” i bardzo energicznych koniach rasy angielskiej. Podczas zawodów z tego powodu często trzeba używać ostrzejszego wędzidła. Angloaraby są szybkie, zwinne i wyczulone na działanie pomocy jeździeckich.

## Hodowla
Konie angloarabskie hoduje się głównie we Francji, Wielkiej Brytanii oraz w Polsce. Hodowla angielska tych koni ustępuje hodowli francuskiej, która może być uważana za dominującą w tej dziedzinie. W Wielkiej Brytanii koń ten może być wpisany do księgi stadnej, gdy ma co najmniej 1/8 krwi arabskiej, natomiast we Francji – 1/4.
Największe stajnie hodowlane we Francji to: Arnac-Pompadour, Tarbes, Pau, Gelos.
W Polsce konie te hoduje się głównie w stadninach w Walewicach i Ochabach. W latach międzywojennych hodowano je też w Janowie Podlaskim; obecnie hoduje się tam konie półkrwi angloarabskiej. W 1947 sprowadzono do stadnin w Gałowie, Nieświatowie, Mchowie i do Państwowego Zarządu Nieruchomości Ziemskich Okręgu Ziemi Lubuskiej konie angloarabskie z Francji.